# Сан Мартино (Салерно)
Сан Мартино је насеље у Италији у округу Салерно, региону Кампанија.
Према процени из 2011. у насељу је живело 207 становника. Насеље се налази на надморској висини од 463 м.